# Post Animal
 (juin 2025).
Post Animal est un groupe de rock psychédélique américain formé en 2014, originaire de Chicago. Il est composé de Dalton Allison (basse/chant), Jake Hirshland (guitare/clavier/chant), Javi Reyes (guitare/chant), Wesley Toledo (batterie/chant), Matt Williams (guitare/chant) et Joe Keery. En 2019, Keery quitte le groupe afin de continuer sa carrière d'acteur. En 2025, le groupe annonce leur nouvel album intitulé IRON, accompagné de Keery dans la conception de l'album. Tous les membres partagent leurs contributions à l'écriture de chansons et chantent les voix principales sur leurs compositions respectives.

## Carrière
Le groupe a auto-produit un EP (Post Animal Perform the Most Curious Water Activities) et une collection de singles (The Garden Series) et a tourné avec White Reaper, Twin Peaks, Ron Gallo, J. Roddy Walston and the Business et Wavves.
Post Animal a signé chez Polyvinyl en 2017 et a joué Shaky Knees et Bonnaroo en 2018.
Le premier album du groupe, When I Think of You in a Castle, est sorti le 20 avril 2018.
Post Animal a soutenu Cage the Elephant en février 2020 lors de leur tournée au Royaume-Uni. Le groupe a assuré la première partie des concerts à Leeds, Glasgow, Manchester, Birmingham et Londres.
En 2025, Keery rejoint le groupe pour leur nouvel album, IRON, sorti le 25 juillet 2025. Ils ont annoncé une tournée à travers les États-Unis appelée le « Back On You Tour », en assurant le première partie du projet solo de Keery, Djo. Ils viendront en Europe avant de retourner aux États-Unis pour la tournée « Another Bite Tour ».

## Style musical
Le Chicago Tribune décrit le son du groupe comme « si Tame Impala écoutait beaucoup de Black Sabbath et était signé chez Elephant 6 ».

## Discographie

### Albums
- When I Think of You in a Castle (2018)
- Forward Motion Godyssey (2020)
- Love Gibberish (2022)
- IRON (2025)

### EP
- Post Animal Perform the Most Curious Water Activities (2015)
- The Garden Series (2016)
- Worried About You (2020)

### Singles
- "Special Moment" (2017)
- "Safe or Not - Extended Mix"(2019)
- "Schedule" (2019)
- "Fitness" (2020)
- "How Do You Feel" (2020)
- "Puppy Dog" (2022)
- "Aging Forest" (2023)
- "Last Goodbye" (2025)